# Liparit III de Mingrélie
Liparit III de Mingrélie (Liparit III Dadiani géorgien : ლიპარიტ III დადიანი; mort vers 1658) fut brièvement prince de Mingrelie, de la maison des Dadiani, de 1657 jusqu'à sa déposition 1658.

## Historique
Le bref règne de Liparit III Dadiani s’inscrit  dans le contexte de la recrudescence de l'anarchie dans les principauté de Géorgie occidentale. Fils d'un prince mingrélien aveuglé Iese, Liparit devient lui-même prince après la mort de son oncle paternel le dynamique et ambitieux Léon II  Dadiani, en 1657.
L'accession au trône de Liparit est immédiatement contestée par son parent  Vameq Lipartiani. Vameq, seigneur de Salipartiano, obtient l'appui du roi Alexandre III d'Imerethie, gagné à sa cause, en lui concédant les territoires frontaliers dont Léon s'était emparé sur l'Iméréthie ainsi qu'une partie des trésors accumulés par Léon Dadiani et en envoyant plusieurs nobles mingréliens en otages. De son côté, Liparit réclame l'aide du roi Rostom de Karthli et du pacha  Ottoman d'Akhaltsikhé,.
Le combat décisif intervient à  Bandza en juin 1658, Liparit et son demi frère et allié, Kaikhosro Ier Gurieli, Prince de Gurie, sont définitivement vaincus par Vameq et ses alliés imméréthienss. Les auxiliaires du Karthli de Liparit sont capturés et mis à rançon. Liparit lui-même s'enfuit à Constantinople, où il meurt peu après. Vameq III est confirmé comme prince de Mingrélie et Alexandre III restaure l'hégémonie de l'Imerethie sur la Géorgie occidentale.